# Institut France-Québec pour la coopération scientifique en appui au secteur maritime
 (novembre 2021).
L'Institut France-Québec pour la coopération scientifique en appui au secteur maritime (IFQM) est un institut de recherche sous forme de réseau entre acteurs académiques et industriels français et québécois.

## Création
Fruit d'une coopération déjà engagée entre la France et le Québec à propos des questions maritimes, l'Institut est prévu par une entente signée le 14 octobre 2016 par les Premiers ministres français Manuel Valls et québécois Philippe Couillard.
L'Institut doit être définitivement créé par une convention constitutive signée entre les partenaires académiques.

## Organisation
L'organisation de l'IFQM est définie par le titre II de l'Entente du 14 octobre 2016. Le comité d'orientation (art. 5 de l'Entente), composé de représentants du monde académique et industriel, à parité de Français et de Québécois, avec deux coprésidents, un de chaque pays. Les deux coprésidents sont agréés par le comité bilatéral franco-québécois institué par le titre Ier de l'Entente. 
Le comité d'orientation est assisté d'un conseil scientifique qu'il désigne (art. 9 de l'Entente).

## Partenaires et rattachement
L'IFQM est rattaché, pour le Québec, à l'université du Québec à Rimouski, qui anime un Institut des sciences de la mer. Le Fonds de recherche du Québec est un autre partenaire québécois du réseau.
La France dispose quant à elle d'un Réseau français des universités marines, piloté, au moment de la signature de l'Entente, par l'université de Bretagne-Occidentale (UBO). Ce réseau porte la coopération pour la partie française, aux côtés de l'Institut français de recherche pour l'exploitation de la mer (Ifremer), du Centre national de la recherche scientifique (CNRS), du cluster maritime français et des deux pôles de compétitivité liés à la mer.